# Chapelle de Bethléem (Prague)
Pour les articles homonymes, voir Chapelle de Bethléem.
La chapelle de Bethléem est une église néogothique dans la Vieille Ville de Prague dont l'histoire est intimement liée à l’histoire de Prague et à celle du pays. Elle est surtout célèbre pour avoir été le lieu des prêches de Jan Hus contre les abus de l'Église catholique en général et celui des indulgences en particulier.

## Construction

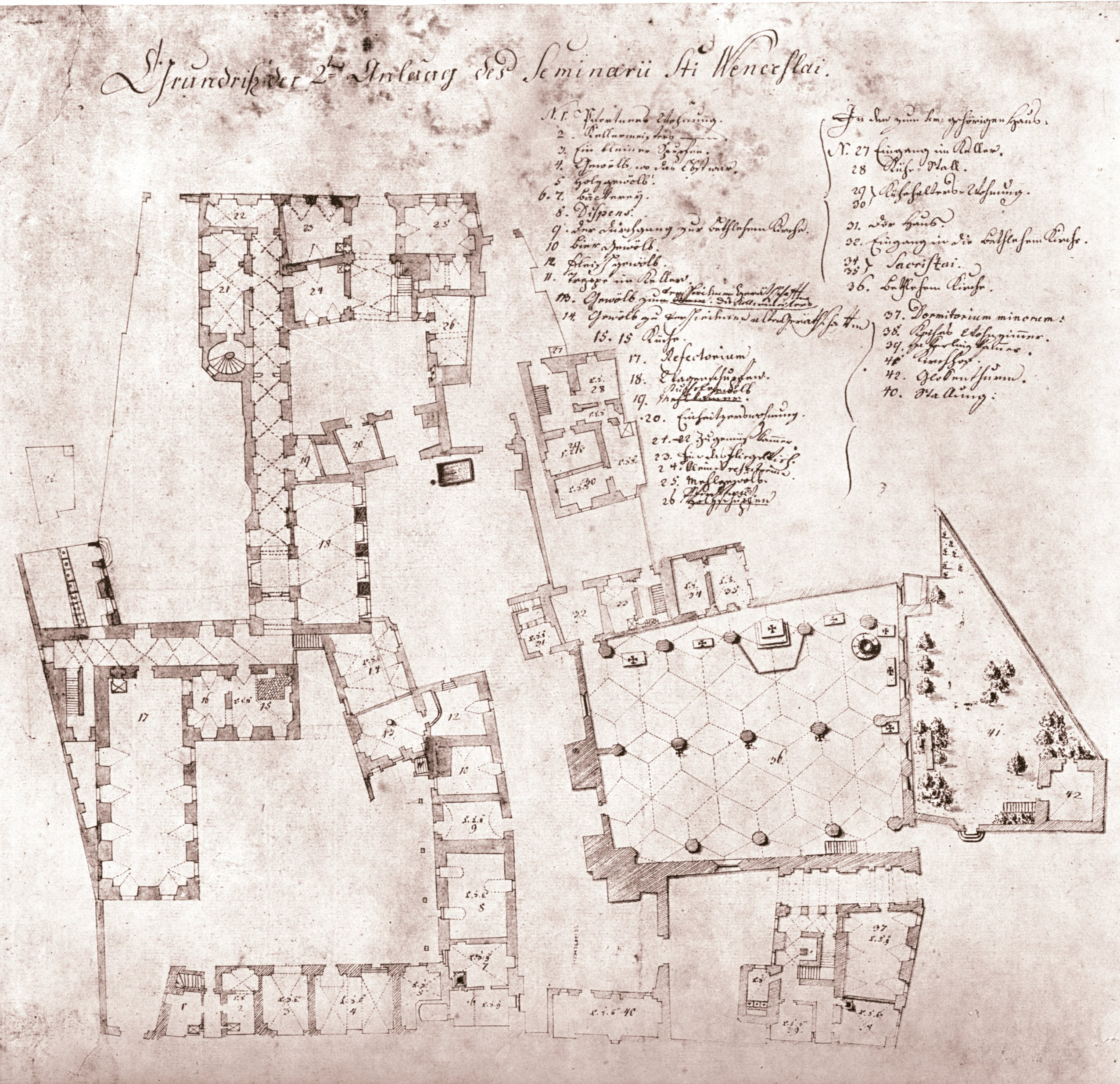
Plan de 1783 comprenant le séminaire Saint-Venceslas et la chapelle dont le jardin attenant occupe une partie de l'actuelle place Betlémské.

La chapelle de Bethléem est établie par un acte du 24 mai 1391 signé de Hanuš de Mühlheim et Jan Kříž (homonyme, en quelque sorte, de Jean de La Croix). La chapelle est destinée exclusivement au prêche, et plus précisément au prêche en langue tchèque. Parce qu’elle est privée à l’origine et que le sacrement de l'eucharistie n'y est pas célébré, on parle de « chapelle » et non d'« église ».
La chapelle adopte, au sol, la forme irrégulière et trapézoïdale du terrain sur lequel elle est bâtie et, en hauteur, la forme, fréquente dans les pays germaniques, de l'église-halle.

## Histoire

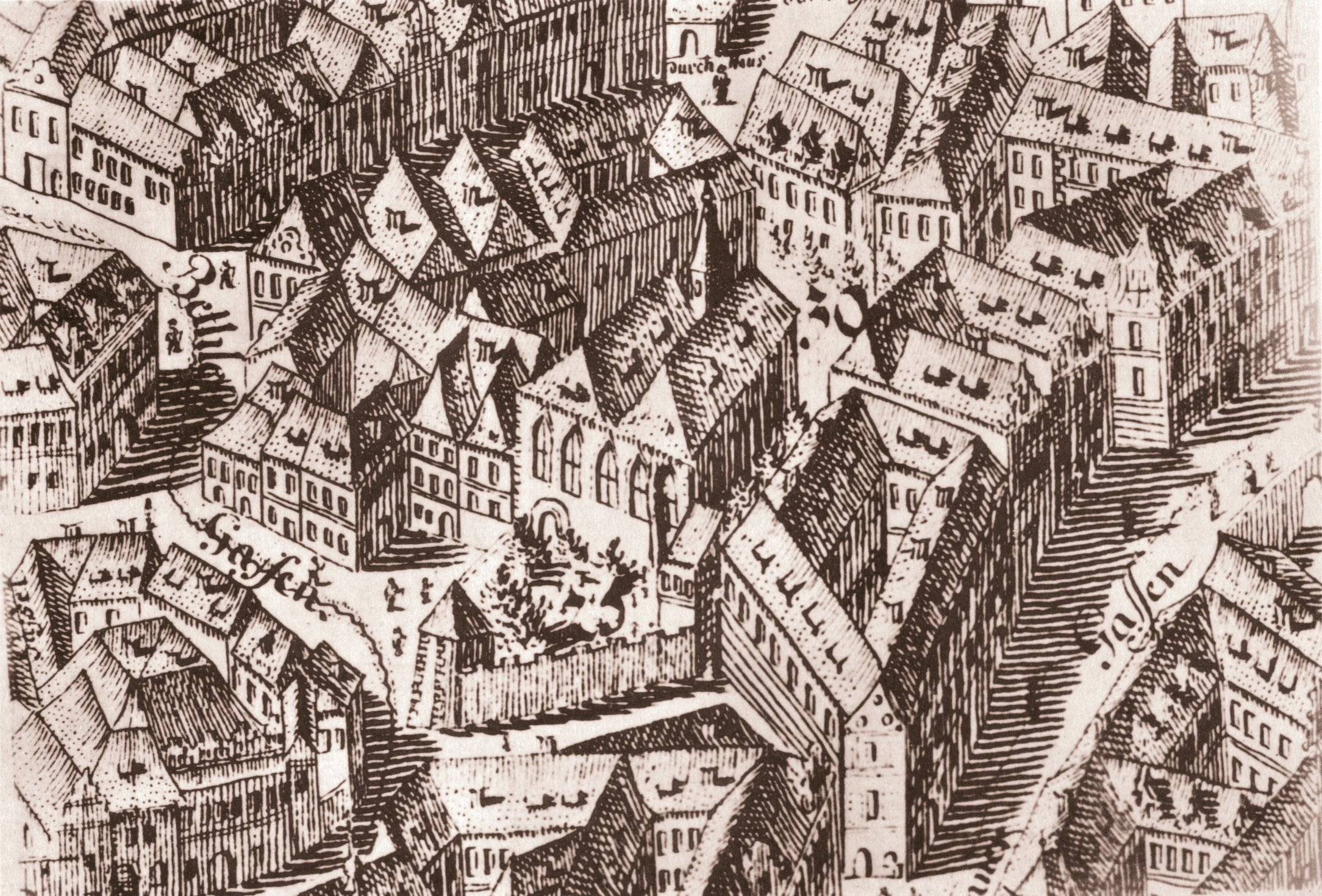
La Chapelle de Bethléem et ses environs sur une gravure de J. D. Hubera (1765-69).

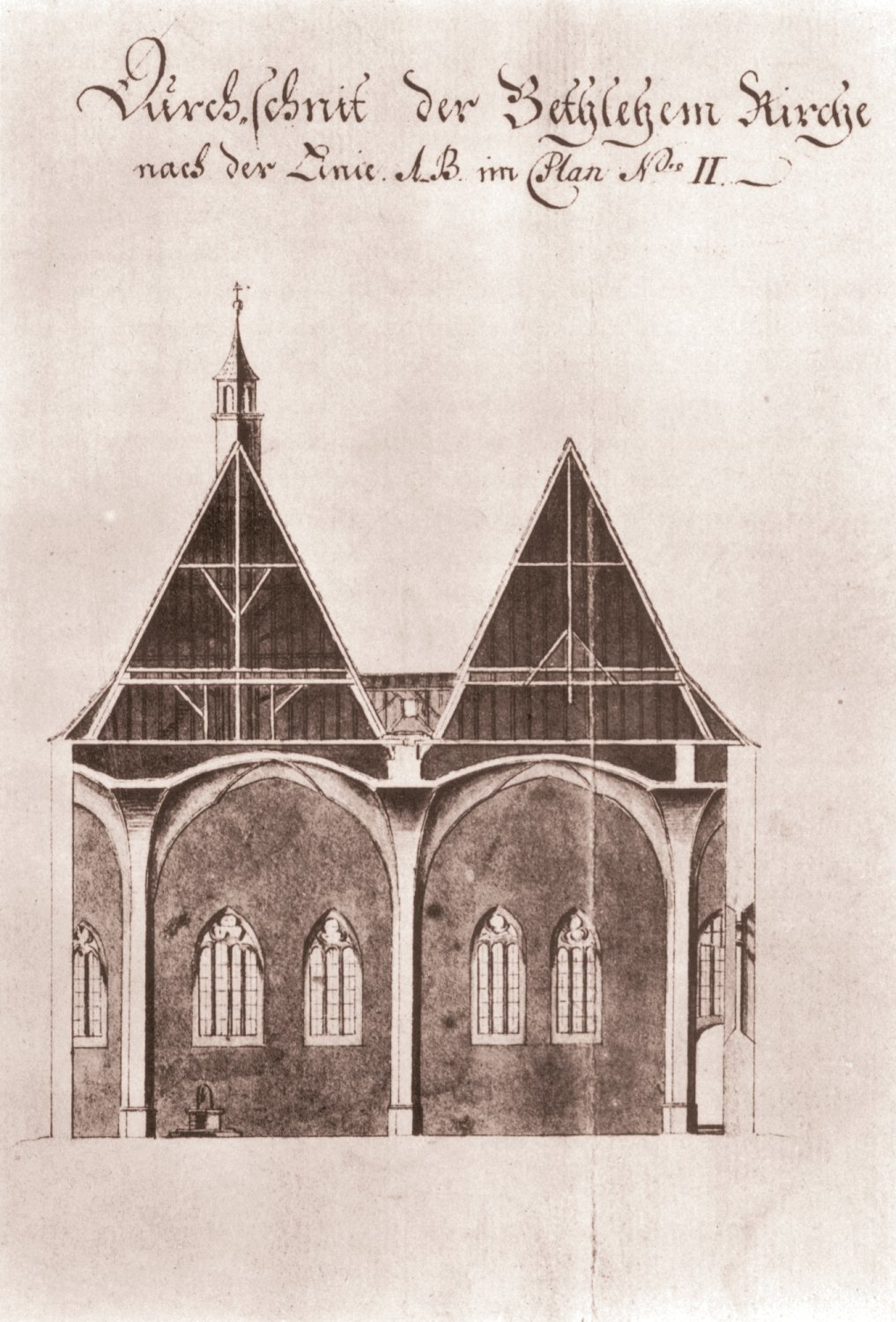
Coupe de la chapelle par F. L. Hergeta (1785) avec les fenêtres de la façade sud et un puits.

Chapelle privée, l’histoire de la chapelle de Bethléem est étroitement liée à celle de l’Université Charles de Prague. C’est, en effet, à partir de 1402 que Jan Hus devient à la fois recteur de l’université Charles et le prêcheur attitré de la chapelle de Bethléem. Sophie de Bavière, l'épouse du roi Venceslas IV, vient régulièrement l'écouter.
Quand, en 1622, un décret impérial confie l'intégralité du système éducatif en Bohême, Moravie et Silésie à la Compagnie de Jésus, la chapelle (comme l'université pragoise) passe entre les mains des jésuites qui y reprennent les offices. 
En 1786 ce haut-lieu de la résistance tchèque à l'impérialisme allemand et du « protestantisme tchèque » contre l'Église catholique est désacralisé puis détruit sur ordre impérial (prétextant un état proche de la ruine). Ayant servi d'entrepôt de bois, l’emplacement est édifié, en 1836, pour être occupé par une maison de rapport.
Une reconstruction à l’identique de ce monument hautement symbolique de l'histoire de la Tchécoslovaquie est décidée au milieu du XXe siècle, une fois l’indépendance du pays recouvrée. Dans les années 1920, l'archéologue Ivan Borkovský est chargé des fouilles du terrain pour réunir toute information utile à une reconstruction la plus fidèle possible à la chapelle originelle - la reconstitution du plan initial s'appuie également sur des sources écrites, plans, dessins ou peintures réalisés avant 1786.
Terminée en 1954, la reconstruction est l'œuvre de l’architecte Jaroslav Frágner. Les murs sont recouverts de fresques ornées de textes et chants hussites du recueil de cantiques de Jistebnice et de scènes évoquant Jan Hus et le concile de Constance.
Après avoir servi, un temps, aux besoins de propagande du parti communiste tchécoslovaque ainsi qu'à des besoins publics (expositions, conférences, etc.), la chapelle de Bethléem est confiée en 1987 à l'Université technique de Prague, qui s'en sert pour les diverses cérémonies universitaires (nomination des professeurs et doyens, remise des diplômes aux étudiants, conférences ouvertes au public, etc.)